# Togger
Togger è un film del 1937 diretto da Jürgen von Alten.
La sceneggiatura, firmata da Walter Forster e Heinz Bierkowski, mette in scena un dramma dalle forti connotazioni naziste. Fa parte di una lista - stilata nel dopoguerra - di quaranta pellicole di propaganda, soggette a restrizioni per una proiezione pubblica.
Gli interpreti principali sono Paul Hartmann nel ruolo di un giornalista e Renate Müller. L'attrice, che si era sempre sottratta alle proposte di girare film di propaganda, questa volta cedette, ma fu anche il suo ultimo film.

## Trama
Al tempo della repubblica di Weimar, il gruppo Reuler opera a livello internazionale per mettere le mani sopra l'industria nazionale tedesca. La sua politica aggressiva però non provoca alcuna reazione e nessuno sembra opporsi fattivamente alla minaccia di una dominazione straniera.
L'unico che sembra deciso a impegnarsi nella lotta è un giornalista, il capo-redattore di Der neue Tag (Il giorno nuovo). Al suo fianco, una personalità sconosciuta che si fa chiamare Lux. Il gruppo Reuler cerca di scoprire l'identità di Lux, ma senza riuscirci.

## Produzione
Il film fu prodotto dalla Minerva-Tonfilm GmbH. Venne girato a Tempelhof, a Berlino nel dicembre 1936.

### Cast
- Paul Hartmann (1889-1977), nel ruolo di Togger, il giornalista saldo nei suoi principî nazionalisti, durante il nazismo fu coinvolto politicamente con il regime. Nel maggio del 1937, pochi mesi dopo aver interpretato il film, entrò a far parte dei membri del comitato artistico dell'UFA. Nel 1942, in piena guerra, sarebbe poi diventato presidente del Ministero delle Arti.
- Renate Müller (1906-1937). Spacciata (ma le voci molto probabilmente erano false) come amante di Hitler, l'attrice - che nel contratto aveva una clausola che le permetteva di scegliere i film da interpretare[2] - si era sempre rifiutata di prestarsi a pellicole di propaganda nazista. Togger fu l'eccezione, ma anche il suo ultimo ruolo. Qualche mese più tardi, venne trovata morta dopo una banale operazione al ginocchio. Dopo la guerra, girarono insistenti voci che accusavano un gruppo di ufficiali della Gestapo della sua morte.
- Paul Otto (1878-1943). L'attore, il cui vero nome era Paul Otto Schlesinger, tenne sempre nascoste le sue origini ebraiche. Pur se gli altri attori teatrali e cinematografici ebrei erano stati epurati a causa delle leggi razziali, lui continuò a lavorare anche durante il nazismo, girando più di una pellicola di propaganda. Nel 1943, si scoprì che Otto era ebreo e lui, prima di venire arrestato, si suicidò insieme alla moglie, l'attrice Charlotte Klinder-Otto.
- Angelo Ferrari (1897-1945), nel ruolo di un giornalista italiano, era un attore che si era trasferito in Germania nel primo dopoguerra. Morì a Berlino nel 1945, negli ultimi giorni della guerra, forse fucilato.

## Distribuzione
Distribuito dalla Tobis-Sascha Film-Vertrieb, uscì nelle sale cinematografiche tedesche il 12 febbraio 1937.